# Pierre Marie Augustin Charpentier
Pierre Marie Augustin Charpentier (ur. 1852, zm. 1916) – francuski lekarz. Od jego nazwiska („złudzenie Charpentiera”) nazwanych zostało wiele złudzeń percepcyjnych:
- efekt autokinetyczny
- złudzenie wielkości-ciężaru (błędne oszacowanie ciężaru przedmiotów które są bardzo duże lub małe)
- Złudzenie wielkości przedmiotu – po ściśnięciu w dłoni przedmiotu wydaje się nam, że kolejny przedmiot jest większy (a niekiedy mniejszy) niż w rzeczywistości.

Nazwa „Złudzenie Charpentiera” nie jest powszechnie używana.
Mówi się niekiedy także o opisowym prawie Charpentiera, które odnosi się do właściwości bodźców rzutowanych na dołek środkowy siatkówki oka.